# 五木田太郎吉
五木田 太郎吉（ごきた たろうきち、生没年不詳）は、日本の政治家。千葉県会議員。香取郡会議員。千葉県香取郡久賀村農会長。族籍は千葉県平民。

## 経歴
千葉県香取郡久賀村（現・多古町）の人。農業を営む。1907年（明治40年）、定期改選に際し第17区より香取郡会議員に選出され、ついで名誉職参事会員に挙げられる。国民党に党籍を置く。

## 人物
千葉県会議員をつとめ、憲政会系の地元有力者である。
鬼熊事件の犯人岩淵熊次郎の旧主人である。「鬼熊」事・岩淵熊次郎は尋常小学を3年で退いて五木田太郎吉方の百姓奉公をしていたことがあった。また岩淵熊次郎は五木田の選挙などの時に、その下で働いた。
住所は久賀村大門。